# Otto Lüning
Heinrich Otto Lüning (* 6. März 1818 in Gütersloh; † 19. November 1868 in Rheda/Westfalen) war ein westfälischer Sozialpolitiker, Journalist und Armenarzt.

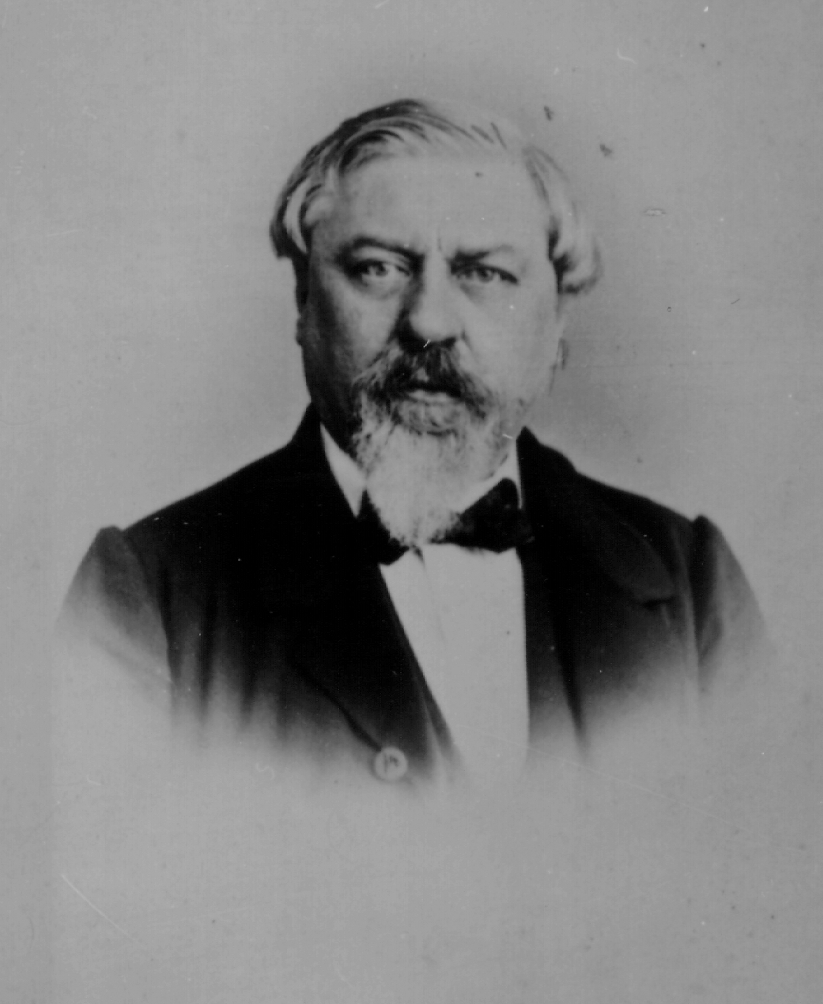
Heinrich Otto Lüning, um 1860

## Leben und Wirken
Lüning wurde in Gütersloh am 20. März 1818 als Heinrich Otto Lüning getauft. Seine Eltern waren der Pastor Johann Friedrich Lüning und Johanna Luisa Amalia Velhagen. Sein Bruder Hermann Lüning war Germanist; sein Bruder August Lüning Mediziner. Sein Großvater mütterlicherseits war Stiftsamtmann in Quernheim. Er besuchte das Gymnasium in Bielefeld ab 1827 und legte die Reifeprüfung dort 1834 ab.
Am 5. Juni 1847 heiratete er in Rheda Sophia Luise Schwenger, Tochter von Carl Gottfried Schwenger und Auguste Caroline Tüschen. 
Während seines Studiums wurde er 1834 Mitglied im Lesekränzchen- und Waffenklub Greifswald und 1835 in der Burschenschaft Raczeks in Breslau. Nach einem Studium der Theologie und der Medizin in Greifswald und Breslau, das er 1839 mit einer Promotion bei Professor Purkyně abschloss, arbeitete Otto Lüning von 1840 bis 1850 in Rheda als Arzt, Wundarzt und Geburtshelfer. In dieser Zeit gründete er den Rhedaer Kreis (auch: Holter Kreis), der sich regelmäßig auf dem Jagdschloss Holte traf und zum Ziel hatte, die eklatanten sozialen Missstände zu überwinden, welche damals in Westfalen und vielen anderen deutschen Gebieten bestanden. Lüning wurde in den Vorstand des Hilfsvereins in Rheda gewählt. Weitere Ziele waren ein vereintes Vaterland und der Aufbau von Arbeiterhilfsvereinen.
In dieser Zeit bestand enger Kontakt zu dem damals in Gütersloh als Lehrer tätigen Julius Vortriede und zu dem Rechtsanwalt Friedrich David Groneweg. Zeitweilig war Lüning, der mit Karl Marx und Friedrich Engels in Kontakt stand, Mitglied im Bund der Kommunisten. 1845 bis 1848 war er Herausgeber und alleinverantwortlicher Redakteur der Zeitung Das Westphälische Dampfboot. Von 1848 bis 1850 war Lüning gemeinsam mit seinem Schwager Joseph Weydemeyer verantwortlicher Redakteur der Neuen Deutschen Zeitung, welche ab 1. Oktober 1848 das offizielle Organ der linken Abgeordneten der Frankfurter Nationalversammlung war.
Nach der erzwungenen Auflösung der Nationalversammlung floh Otto Lüning in die Schweiz und lebte bis zum Tod seiner Frau 1856 in Zürich. Anschließend kehrte er nach Rheda zurück, wo er seine Tätigkeit als Arzt wieder aufnahm. Von 1862 bis 1867 saß Lüning als Vertreter eines Berliner Wahlkreises im preußischen Abgeordnetenhaus. Er war zunächst Mitglied der Deutschen Fortschrittspartei und wechselte nach deren Spaltung 1866 zu den Nationalliberalen. Ab 1864 war Lüning zudem Chefredakteur der Westfälischen Zeitung in Dortmund.

## Werke

### Druckschriften
- De velamentis medullae spinalis. Vratislaviae 1839. 30 S. (Univ., Med. Diss.)
- Gedichte. Verlag der Brodtmannschen Buchhandlung, Schaffhausen 1844
- Dieß Buch gehört dem Volke herausgegeben von Otto Lüning. 3. Bde. A. Helmich, Bielefeld 1845-1846
- Das Westphälische Dampfboot. Hrsg. Otto Lüning. Crüwell, Paderborn 1845-1848 (1.1845 - 4.1848,12 -17.Mai) (Nachdruck, Glashütten/Ts., 1972)
- Das neue Wahlgesetz.  Grote´sche Buchdruckerei, Münster 1848 Flugblatt
- Otto Lüning, J.Weydemeyer, Christian Essellen, Friedrich Kapp, Rudolf Rempel: An das Volk. Münster 2. April 1848. Grote´sche Buchdruckerei, Münster 1848 (Flugblatt)
- Lüning, Otto (Frühsozialist): Gedichte, herausgegeben von Peter Strüber, Rheda-Wiedenbrück 2000

### Nachlass, Handschriftliches
- UB Gießen: Brief an Jakob Schaub, Frankfurt/M., 19. September 1850
- StA Bielefeld: Brief an [...] Dresel, 13. Juni 1847; 2 Ged. 1845f.
- UStB Frankfurt/M.: Brief an Friedrich August Finger, 1850
- UB München 12 Briefe 1860-1865 an Ludwig Feuerbach und drei Briefe von Ludwig Feuerbach (1860-1863)
- weitere Autographen in: Nieders. SB/UB Göttingen, Bayer. StLB Dortmund, UB Bonn, Württ. LB Stuttgart, UB Heidelberg.